# Culicoides stellifer
Culicoides stellifer är en tvåvingeart som först beskrevs av Daniel William Coquillett 1901.  Culicoides stellifer ingår i släktet Culicoides och familjen svidknott. Inga underarter finns listade i Catalogue of Life.